# Patrick Sabatier
Pour les articles homonymes, voir Sabatier.
Ne doit pas être confondu avec Patrick Sébastien.
Patrick Sabatier, né le 12 novembre 1951 à Paris, est un animateur audiovisuel et producteur de radio et de télévision français.
Patrick Sabatier a marqué l'histoire de la télévision française en présentant diverses émissions de divertissement, surtout en première partie de soirée. Après avoir eu un grand succès dans les années 1980 sur la chaîne hertzienne TF1, il a connu une relative traversée du désert. Il a exercé sur des chaînes du câble de 1995 à 2008, puis est revenu en 2008 sur une grande chaîne hertzienne, France 2, pour animer régulièrement le jeu Mot de passe jusqu'en 2016 et sur C8 en 2019 pour deux émissions.

## Famille
Patrick Sabatier est le fils de Jules Sabatier et d'Emilienne Rossi (1924-2013).
Il est marié avec Isabelle Laburthe depuis le 12 novembre 1988. Le couple a eu deux enfants : une fille, Margaux, née en 1988, qui a fait de la télé avec Évelyne Thomas sur Direct 8, et un fils, Thomas.

## Carrière

### 1976-1980: Europe 1, RTL, TF1: les débuts à la radio et à la télévision
Patrick Sabatier commence sa carrière d'animateur sur Europe 1 les après-midi du week-end où il est remercié au bout de quelques semaines.
En 1976 il arrive sur RTL le matin ; il restera sur cette station jusqu'en 1993.
À la télévision, il présente de 1976 à 1980 sa première émission sur TF1 Les visiteurs du mercredi. Il présente aussi La bonne conduite en 1978 et Les inconnus de 19h45 de 1979 à 1980.

### 1980-1992: sur TF1 et La Cinq, le succès au premier plan
De 1980 à 1982, sur TF1, il devient célèbre en présentant Avis de recherche. Cette émission, composée de nombreuses surprises, permet à l'invité vedette de retrouver des amis.
Pour TF1, il commente en direct le Concours Eurovision de la chanson le 19 avril 1980 à La Haye (Pays-Bas) et le 4 avril 1981 à Dublin (Irlande).
De septembre 1982 à juin 1984, Sabatier présente Atout Cœur chaque midi sur TF1. Dans ce jeu, des couples racontent comment ils se sont rencontrés et les téléspectateurs votent pour élire le meilleur.
De 1983 à 1987, il présente plusieurs émissions :
- Porte-Bonheur : une fois par mois d'octobre 1983 à juin 1986 : Après une enquête minutieuse, TF1 (avec la participation de RTL) récompense des anonymes désignés par leur entourage ou des voisins pour leur bienveillance ou leur mérite. Les familles sont sur le plateau et l'heureu(se) élu(e) est révélé(e) en fin d'émission. Pour la partie variétés, des chanteurs, acteurs, sportifs viennent assurer le spectacle.
- Le Jeu de la vérité de janvier 1985 à mai 1986. Dans ce talk-show, diffusé deux vendredis par mois, il reçoit des stars du cinéma et de la chanson qui répondent aux questions des téléspectateurs. Certains numéros tels que ceux avec Coluche ou Chantal Goya susciteront quelques controverses[réf. nécessaire].
- En 1986-87, il anime le jeu La vie de famille qui, faute d'audiences suffisantes, est remplacé par l'émission de variétés Grand public.

En 1987, Sabatier, comme beaucoup d'animateurs, rejoint La Cinq. Il y présente Il était une fois où il raconte la vie et la carrière d'une star de la télévision. Il anime Dix sur Dix en province, un jeu ponctué de variétés, d'interviews et de sketches. À la fin de l'émission 100 000 francs sont offerts à 10 téléspectateurs (somme perdue si une personne est absente). Pour la première fois à la télévision française, un programme met en jeu un million de francs. Dans Bon anniversaire il reçoit deux invités d'honneur, un téléspectateur à qui il offre quatre cadeaux et une personnalité. Il présente Travelling, une émission consacrée au cinéma dans le cadre de Dimanche 5.
Son passage sur La Cinq est de courte durée et il retrouve TF1. De janvier à juin 1988, il présente l'émission Les uns et les autres. Il y reçoit des personnalités qui font l'actualité du moment (sauf politique), « les uns », et des vedettes du passé, « les autres ». Des artistes interprètent également des chansons. Après ce mini-échec il relance le 5 septembre 1988 Avis de recherche. Cette nouvelle session dure également deux ans.
Le 19 novembre 1988, il présente la 4e Cérémonie des Victoires de la musique qui se déroule au Zénith de Paris et retransmise sur TF1. Le 28 janvier 1989, sur la même chaîne, il coprésente Pour rire avec le jeune Nicolas Grossetete sur une idée de Dominique Cantien. L'émission est un mélange de variétés et de caméras-cachées mais ne connait pas le succès et il lance le talk-show Et si on se disait tout ? la même année.
Du 7 septembre 1990 au 19 juin 1992, il anime en première partie de soirée Tous à la une, une émission inspirée par Porte-bonheur, dont le but est de mettre à l'honneur des personnes ordinaires, pour leurs actes extraordinaires.
Son succès en fait un des animateurs préférés des « ménagères de moins de 50 ans » pendant les années 1980. Les revenus qu'il engrange alors en tant qu'animateur-producteur lui attirent la satire à l'image de celle de l'émission Les Guignols de l'info qui lui attribue la formule : « Kestananafout ? Tu prends l'pognon et puis c'est tout ! ». Il apparaît dans la publicité de l'eau minérale Saint-Yorre et publie un thriller psychologique.

### 1992-1995: le coup d'arrêt (traversée du désert)
Sa carrière télévisuelle a pris un coup d'arrêt net le 16 septembre 1992, à la suite du procès intenté par des familles de malades escroquées par le « mage » Philippe Sauvage, dit Gouezh, qui prétend alors guérir le SIDA et le cancer et qui a été invité le 28 décembre 1990 dans le cadre de l'émission Et si on se disait tout ?,. À la suite de cette émission, le mage reçoit de nombreux dons et Patrick Sabatier et sa femme sont poursuivis pour complicité d’escroquerie. RTL et TF1 le limogent alors.
Le 14 septembre 1993, il est condamné à 4 ans de prison avec sursis et 250 000 francs d'amende pour une fraude fiscale portant sur 27,3 millions de francs (4 millions d'euros) dont 5 millions sur ses revenus personnels et 22,3 millions de sa société Télévasion.
L'animateur est interviewé par Frédéric Mitterrand le 6 mai 1994, lors d'une émission mea culpa intitulée Spécial Patrick Sabatier. Cette émission est l'étape préalable à son retour sur France 2. Mais selon Sabatier, Jean-Pierre Elkabbach n'aurait pas tenu parole et aucune émission par la suite ne lui aurait été proposée malgré le succès d'audience (7 millions de téléspectateurs).
Bien qu'il ait été relaxé le 13 octobre 1995, il ne retrouve plus d'émissions sur les grandes chaînes.

### 1995-2008: émissions sur le câble et à la radio
« Boycotté » par les grandes chaînes, Patrick Sabatier trouve refuge sur le câble, sur TMC, de 1995 à 2003. Il présente tout d'abord Paroles de femme de 1995 à 1998, puis une émission d'interview en face-à-face intitulée Pendant la pub de 1998 à 2003. Grâce à cette émission, il reçoit en 2000 le 7 d'or du meilleur animateur du câble-satellite. En 2003 il quitte la chaine, et rejoint Match TV.
Entre septembre 2005 et juin 2007, il anime le programme Tous Ensemble sur la station France Bleu.
En mars 2008, Patrick Sabatier arrive sur Cap 24, nouvelle chaîne de la TNT en Île-de-France, pour un talk-show hebdomadaire intitulé À Chacun sa vérité.

### 2008-2016: France 2
Durant l'été 2008, il fait son retour sur une chaîne nationale, France 2, en remplaçant Nagui à la présentation de N'oubliez pas les paroles. La direction de la chaîne ne désire pas Patrick Sabatier, et Nagui a dû insister et assumer les risques en faisant signer un contrat avec sa société de production au lieu de France Télévisions. Nagui reprend l'animation du jeu le 12 décembre 2008. Cet épisode provoque par la suite une brouille entre les deux animateurs, Nagui reprochant à Patrick Sabatier d'avoir présenté des émissions produites par un autre producteur malgré leur contrat d'exclusivité.
Depuis cette date, et jusqu'à fin 2016, Patrick Sabatier a poursuivi sa carrière sur France 2.
À la rentrée 2008, il anime une émission de divertissement en prime time le samedi soir, L'aventure inattendue, dont le premier invité est Laurent Gerra le 25 octobre 2008. Il s'agit de retracer les grandes étapes de la vie et de la carrière de l'invité du jour, sous la forme d'« un road-movie où le présentateur ne regarde jamais la caméra et parsème le chemin d'une vingtaine de surprises » selon le quotidien Le soir.
À partir du 3 janvier 2009, il anime l'émission de divertissement Les Stars du rire. En plus, il anime à partir du 10 janvier 2009, le jeu Mot de passe, tous les samedis.
Le 6 mars 2010, lors de la  25e Cérémonie des Victoires de la musique au Zénith de Paris et en direct sur France 2, il fait partie des 10 animateurs qui se passent le relais à la présentation (tous ayant animé le programme les années précédentes) alors que Nagui en est l'animateur principal.
En 2010, il présente d'une part, La soirée inattendue avec Kad Merad, d'autre part Mot de passe du lundi au vendredi à 19 h pendant l'été, puis du lundi au samedi à 18 h 5 à partir du 28 août 2010. Son émission L'aventure inattendue est arrêtée. Il anime alors une nouvelle émission, Stars en questions !. Après une première avec Michel Sardou le 23 octobre 2010, une deuxième émission est programmée le 29 janvier 2011 avec trois invités (Patrick Sébastien, Rama Yade et Geneviève de Fontenay).
Le 28 mai 2011, il anime l'émission Chère Maman à 20 h 35 en compagnie de mères dévouées et de mères d'artistes.
À l'été 2011, il occupe, de nouveau, la plage 19 h-20 h du lundi au vendredi, avec le jeu Mot de passe. À partir du 3 septembre 2011, l'émission Les Stars du rire change de nom pour devenir Les Stars du rire s'amusent. Elle est diffusée jusqu'au 23 juin 2012.
D'octobre 2012 à mai 2013, Patrick Sabatier présente l'émission de variétés Simplement pour un soir, diffusée à 20 h 50, et qui a comme principe de mêler passé et présent en chansons avec des reprises décalées, des duos virtuels, des rencontres exclusives entre des artistes de différentes générations, etc.
En 2013, le jeu Mot de passe est diffusé du lundi au vendredi puis, à partir de 2014, tous les samedis, pour deux numéros (à 18 h 45 et à 19 h 20). Bien que réalisant des audiences satisfaisantes[réf. nécessaire], l'émission est arrêtée par la chaîne à la fin de la saison 2015-2016 et Patrick Sabatier ne se voit pas proposer de nouvelles émissions par la direction de France 2. à la fin de 2013, alors que l'on vient lui signifier ses droits à prendre sa retraite, il refusera de la prendre, expliquant à divers médias qu'il est sur plusieurs projets.

### De 2016 à 2018: MFM Radio
Entre septembre 2016 et juin 2018[réf. nécessaire], il est présent sur MFM Radio pour animer une émission hebdomadaire qui s'intitule Samedi Sabatier.

### 2019: sur C8
Le 19 mars 2018, invité dans Touche pas à mon poste !, Patrick Sabatier annonce son arrivée sur C8 avec le retour de son émission Avis de recherche avec Cyril Hanouna en invité pour la première. Même si le concept reste quasiment identique, l'émission s'appelle On se retrouve chez Sabatier, et débute le 16 janvier 2019. La première avec Cyril Hanouna atteint le million de téléspectateurs. Les numéros consacrés à M. Pokora et Franck Dubosc ne rencontrent pas le succès. Il anime également sur la même chaîne le divertissement Vendredi vérité : 60 minutes chrono qui reprend le même concept que l'émission Le Jeu de la vérité. La collaboration entre la chaîne et l'animateur se termine la même année,.

## Émissions

### Télévision
- 1976 - 1980 : Les Visiteurs du mercredi - TF1
- 1978 : La Bonne conduite - TF1
- 1979 - 1980 : Les inconnus de 19h45 - TF1
- 1980 et 1981 à la télévision : Concours Eurovision de la chanson - TF1 : commentateur
- 1980 - 1982 : Avis de recherche - TF1
- 1982 : Toute une vie dans un dimanche - TF1
- 1982 : Transit - TF1
- 1982 - 1984 : Atout Cœur - TF1
- 14/10/1983 - 1986 : Porte-bonheur - TF1
- 1985 - 1986 : Le Jeu de la vérité - TF1
- 1986 - 1987 : La Vie de famille - TF1
- 1986 - 1987 : Grand public - TF1
- 1987 : Dix sur dix - La Cinq
- 1987 : Bon anniversaire - La Cinq
- 1987 : Il était une fois - La Cinq
- 1987 : Travelling - La Cinq
- 1988 : Les uns et les autres - TF1
- 1988 - 1990 : Avis de recherche - TF1
- 1988 : 4e Cérémonie des Victoires de la musique - TF1
- 1989 - 1990 : Eurovision sur TF1
- 1989 : Pour rire - TF1
- 1989 - 1992 : Et si on se disait tout ? - TF1
- 1990 - 1992 : Tous à la une - TF1
- 1992 : Faites de beaux rêves - TF1
- 1995 - 1998 : Paroles de femme - Monté-Carlo TMC
- 1998 - 2003 : Pendant la pub - Monté-Carlo TMC
- 2003 - 2004 : Trait d'union - Match TV
- 2008 : À chacun sa vérité - Cap 24
- 2008 : N'oubliez pas les paroles - France 2
- 2008 - 2010 : L'aventure inattendue - France 2
- 2009 - 2011 : Les Stars du rire - France 2
- 2009 - 2016 : Mot de passe - France 2
- 2010 : 25e Cérémonie des Victoires de la musique - France 2
- 2010 - 2011 : Stars en questions ! - France 2
- 2011 : Chère Maman - France 2
- 2011 - 2012 : Les Stars du rire s'amusent - France 2
- 2012 - 2013 : Simplement pour un soir - France 2
- 2019 : On se retrouve chez Sabatier - C8
- 2019 : Vendredi vérité : 60 minutes chrono - C8

### Radio
- 1976 : animateur du Hit Parade sur Europe 1, durant quelques semaines
- 1976 - 1993 : animateur sur RTL, le matin
- 1994 - 1996 : interviewer dans La Grande Vie, sur RMC
- 1999 - 2000 : animateur sur RTL, dans l'émission Le Vendredi c'est VIP en alternance avec Vincent Perrot
- 2005 - 2007 : émission Tous Ensemble, sur France Bleu
- 2016 - 2018 : animateur sur MFM Radio pour un entretien hebdomadaire avec un ou deux invités pendant une heure[34]
- 2022 - 2023 : animateur de L'invité en questions sur Europe 1

## Publications
- Atout coeur. Les plus belles histoires d'amour, RTL Édition, 1983
- Mon tour de vérité, Éditions B. Grasset, 1985
- Le Jeu de la vérité : les rapports secrets des Français avec leurs vedettes, de Patrick Sabatier et Richard Canavo, 1987
- Le temps n'efface pas tout, 2001
- 60 ans… et alors ?, Éditions Michel Lafon, 2014
- La Lettre, Éditions du Rocher, 2022
- Ne le dis surtout pas à Paul, Éditions du Rocher, 2024

## Engagement politique
Patrick Sabatier indique entretenir une relation amicale avec l'ancien président de la République française Nicolas Sarkozy dont il soutient la campagne pendant l'élection présidentielle française de 2007[réf. nécessaire]. Certains pensent que le retour de l'animateur sur la télévision publique a été facilité par l'arrivée de Nicolas Sarkozy à l'Élysée en 2007.